# Afrodita Hipolimpidia
Afrodita Hipolimpidia (grec antic: Ἀφροδίτη Ὑπολυμπιδία, Aphrodítē Hupolumpidía, Afrodita des de sota de l'Olimp) és una escultura grega de marbre del segle ii abans de la nostra era de grandària inferior al natural, que representa a Afrodita, la dea grega de la bellesa i l'amor. La varen trobar al Temple d'Isis de Dion (Pièria), una ciutat de Macedònia al nord de Grècia. Ara s'exposa al Museu Arqueològic de Dion (núm. d'inventari 383).

## Història
L'estàtua és del 150-100 ae, i segueix el model d'una escultura de grandària natural identificada com a Afrodita Hegèmone; aquest tipus, coneguda antigament com a Afrodita Tiepolo, fou especialment popular durant el període hel·lenístic. Segons una inscripció, l'escultura la va encarregar una lliberta anomenada Antestia lucunda, en honor d'Afrodita i els romans que es van assentar a Dion. Això va ocórrer quan construïen el Temple d'Isis; tanmateix, no és pas clar si existia un culte a Afrodita Hipolimpidia abans de l'època imperial, i la dea no és coneguda en cap altre lloc de Dion o Macedònia. És possible que l'escultura es trobàs al principi en un altre santuari de la ciutat i fos traslladada durant les reformes d'Antestia.
La base e l'estàtua se'n feu molt més tard, en el segle ii, per a poder col·locar-la al santuari de la dea durant les obres de reconstrucció del temple en la primera dècada del segle 100. L'escultura devia ser en el lloc central del temple.
Les primeres excavacions a Dion van tenir lloc al 1931, i una segona campanya el 1973 sota la supervisió del professor Demetrios Pandermanlis, quan descobriren l'estàtua. El cap i la base es van trobar al Temple d'Afrodita Hipolimpidia, mentre que la resta del cos era en un canal proper al Temple d'Isis.

## Descripció
Afrodita duu un quitó i és dempeus damunt una roca, al costat del tronc d'un arbre (suport de l'escultura de marbre), amb el cap lleugerament inclinat cap avall. Porta el cabell lligat a la part superior del cap, recollit en una trossa elaborada. Descansa sobre la cama esquerra, i en té la dreta relaxada i suaument flexionada. Col·loca la mà esquerra a la cintura. Duu un quitó transparent, mentre que l'himàcion que li embolcalla el tors i el canell cau sobre la cama dreta. Tot i que està vestida, el cos i la postura mostren un caire eròtic i sexual.
L'estàtua és de grandària inferior al natural, 113 cm d'alçada i 49 cm d'amplària, i és de marbre. Li manca el braç dret i part del peu dret.